# Tigerkejsarfoting
Tigerkejsarfoting (Cylindroiulus caeruleocinctus) är en mångfotingart som först beskrevs av Charles Thorold Wood 1864.  Tigerkejsarfoting ingår i släktet Cylindroiulus och familjen kejsardubbelfotingar. Arten är reproducerande i Sverige. Inga underarter finns listade i Catalogue of Life.

## Bildgalleri

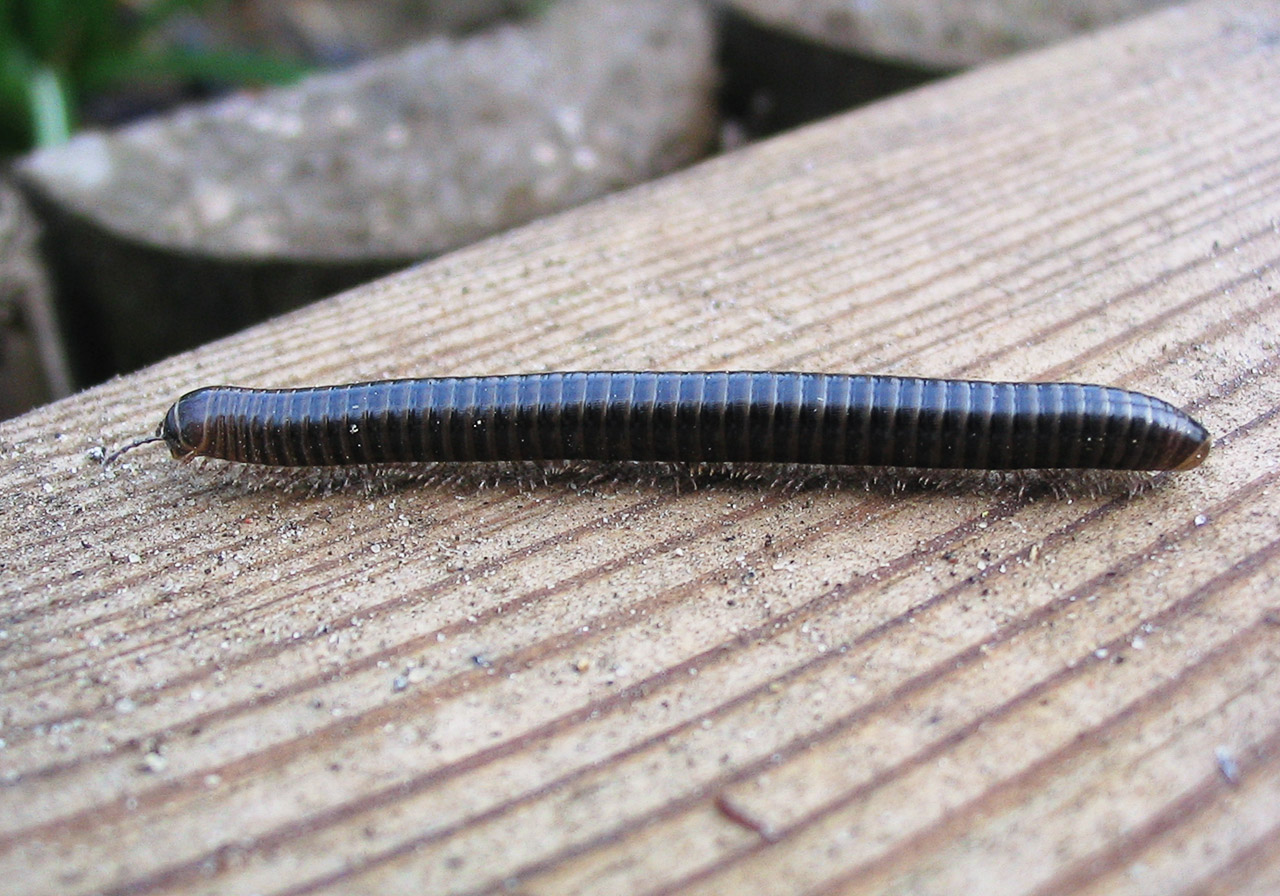
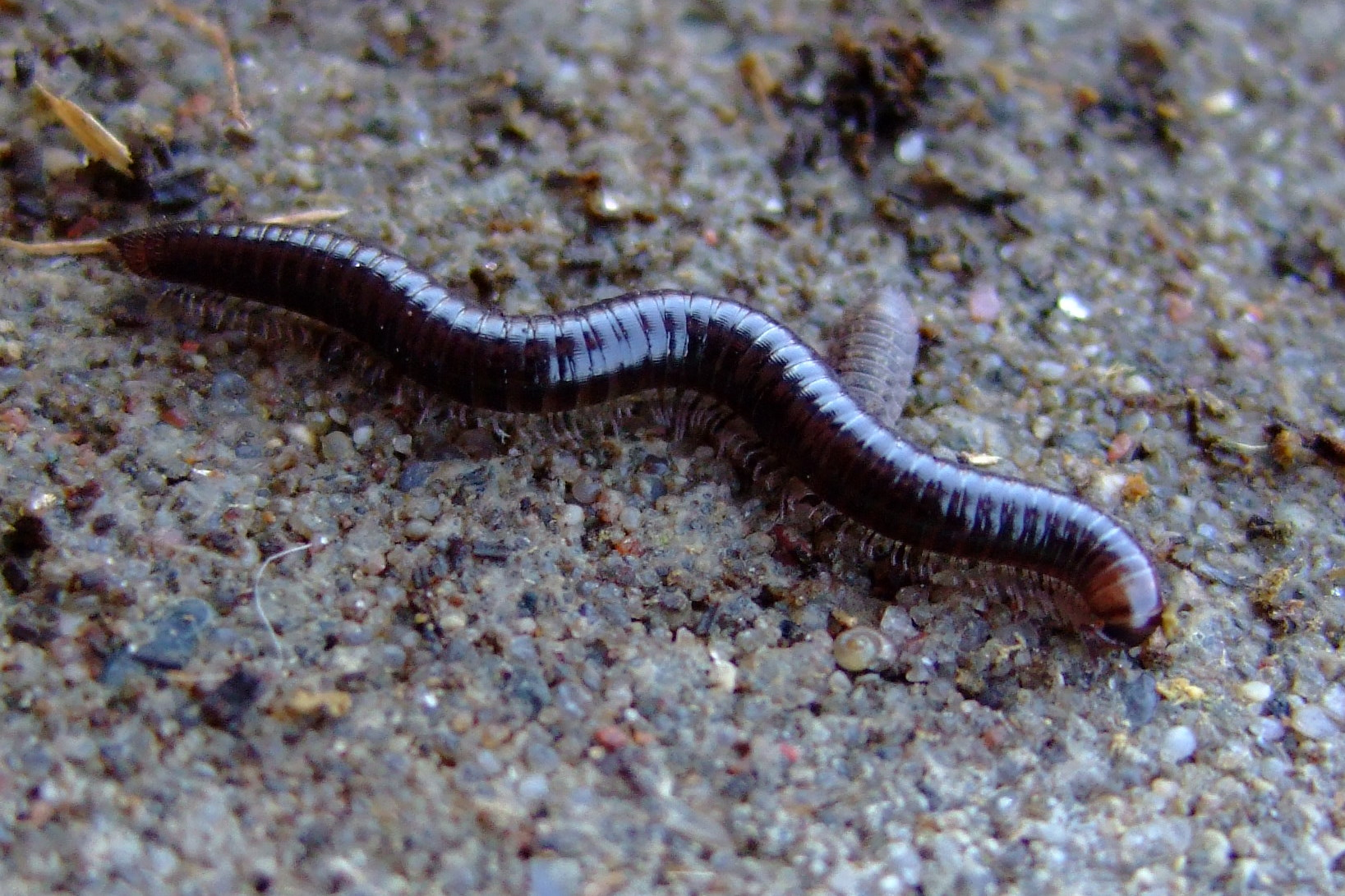
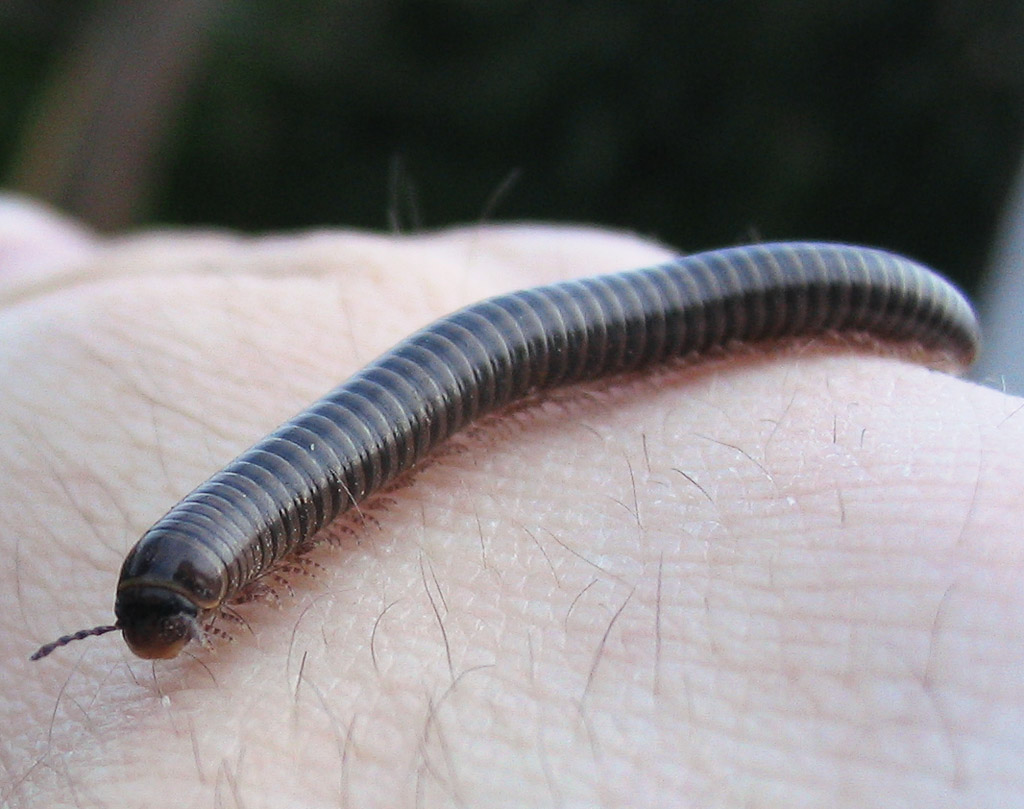
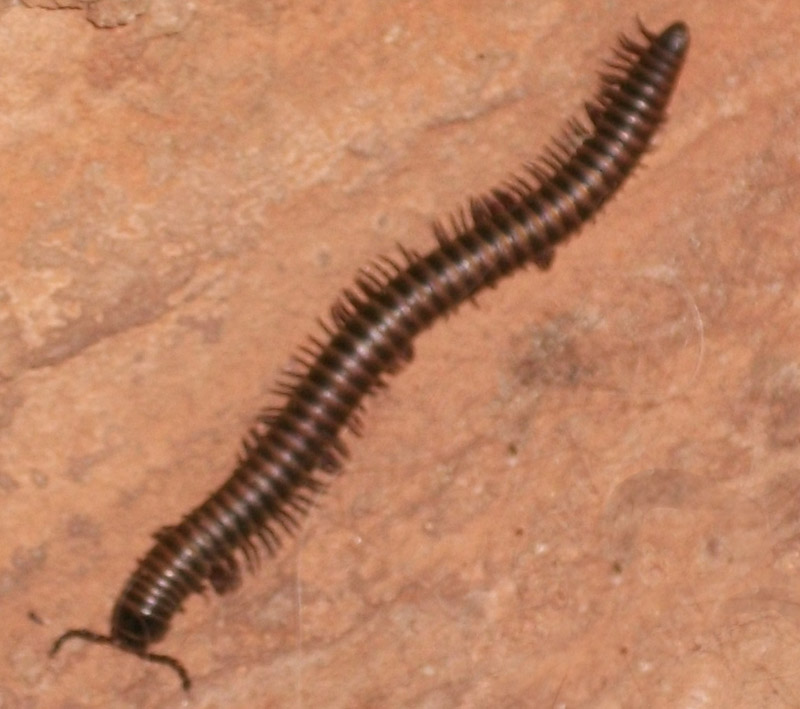
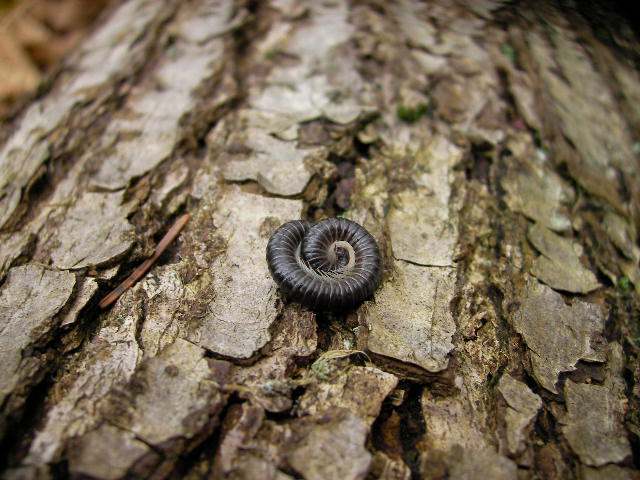